# Albert Hauf
Albert Guillem Hauf i Valls (Palma di Maiorca, 8 gennaio 1938) è un filologo, critico letterario e traduttore spagnolo.
È un importante specialista della letteratura medievale catalana e provenzale.

## Biografia
Si è laureato in Filologia Romanza nell'Università di Barcellona, con una borsa di studi della Fondazione Joan March. La sua tesi di laurea verteva sull'edizione del testo aragonese del Trattato di Agricoltura di Palladio Rutilio Emiliano. Nella stessa università egli diventò dottore, con una tesi diretta dal professore Martín de Riquer sulla Vita Christi, opera dello scrittore catalano Francesc Eiximenis, e la tradizione medievale delle Vitae Christi. Questo lavoro ricevette il Premio Nicolau d'Olwer 1977 dell'Institut d'Estudis Catalans.
Nel 1964 egli fu chiamato all' Università di Cardiff (Galles) come lettore di spagnolo e catalano, rimanendovi anche in seguito come professore e poi come cattedratico di Studi Hispanici. Là tenne anche corsi di lingua e letteratura catalane. I disaccordi con la politica della prima ministra britannica Margaret Thatcher lo spinsero ad abbandonare il Regno Unito nel 1987, anno in cui passò all'Università di Valencia, dove egli è tuttora cattedratico di Filologia Catalana.
Da 1992 egli ha diretto differenti progetti di ricerca finanziati dal Ministero della Cultura spagnolo e dal Dipartimento di Cultura valenzana, in particolare sulla letteratura del Secolo d'Oro valenzano. Fino al 2007 ha diretto sedici tesi dottorali. Ha organizzato diversi congressi e incontri accademici: L'ambiente culturale alla Valenza della seconda metà dello secolo XV, Tirante il Bianco e i suoi traduttori, Tirante il Bianco, Giacomo I, Ausiàs Marc, Letture di Ausiàs Marc, Francesc Eiximenis, Joan Roís de Corella, La storiografia medievale, etc.
È membro dell'Acadèmia Valenciana de la Llengua, dell'Istituto Interuniversitario di Filologia Valenciana e dell'Institut d'Estudis Catalans. Fu fondatore e presidente dell'Associazione Internazionale di Lingua e Letteratura Catalane.
Inoltre è stato membro dell'Istituto Valenciano di Studi e Investigazioni (dove succedette a Joan Fuster), del Comitato Direttivo dell'Anglo-Catalan Society (1973-1978), del Chiostro dell'Università di Valencia (1995-2001); del Reale Patronato della Biblioteca Nazionale di Madrid (1995-1997); del Patronato Mossèn Alcover (2001); del giurato dei Premi Ottobre Joan Fuster di Saggio (1989 e 1991) e dei Premi Nazionali delle Lettere del Ministero di Cultura Spagnolo (Saggio, 1991 e 1992; Romanzo, 1993; Letteratura, 1998); della commissione editrice delle opere di Francesc Eiximenis; della commissione editrice delle opere di Ramon Llull; del consiglio di redazione delle riviste Estudis Romànics, Caplletra, Llengua i Literatura; del comitato editore di ELLC; del consiglio assessore di Révue d'Études Catalanes (Francia), Tesserae (Regno Unito), Catalan Review (Stati Uniti), Afers, Studia Philologica Valentina e Ausa.
Oltre ai suoi articoli giornalistici e di divulgazione, egli ha partecipato a programmi radiofonici e televisivi, ed ha collaborato con Martí de Riquer e Mario Vargas Llosa in un CDR sul Tirant.
È autore di circa duecento lavori di indagine, molti dei quali sono enumerati in ELL, 4 (1998), 261-271. Fra le sue traduzioni dal tedesco, inglese e francese, si segnala la versione castigliana di Arthur Terry, Catalan Literature: Literatura Catalana, Barcellona-Caracas. México, 1977 e 1983, dotata di una bibliografia addizionale.

## Opere principali
- Edizione dello Speculum Humanae Salvationis.
- Estudios y comentarios di Teresa Pérez Higuera e Albert Hauf i Valls, Madrid, Edilán, 2000, 2 volumi.
- La Vita Christi de Sor Isabel de Villena, Barcellona, Ed. 62, 1995.
- Speculum Animae, attribuito a Sor Isabel de Villena, Madrid, Edilán, 1993, 2 volumi.
- D'Eiximenis a Sor Isabel de Villena. Aportació a l'estudi de la nostra cultura medieval, Biblioteca Sanchis Guarner, 19, Valenza-Barcellona, 1990 (Premio Serra d'Or della Critica, 1991).
- Edizione dello Tirant lo Blanc, 2 volumi, Valencia, Generalitat Valenciana, 1992 e 1990.
- La Flor de les Istòries d'Orient, Barcellona, 1989 (Premio Massó i Torrent 1990 dell'Institut d'Estudis Catalans, al migliore lavoro di tema medievale).
- Quarantena de Contemplació di Joan Eiximeno, Abbazia di Montserrat, 1986.
- Contemplació de la Passió, Barcellona, 1983.
- Lo Crestià di Fra Francesc Eiximenis, Barcellona, Ed. 62, 1983.
- El Ars Praedicandi de Fr. Alfonso d'Alprao, Roma, 1979.
- Studi introduttori a José Pou, Visionarios, beguinos y fraticelos, Alicante, 1996, 9-112; e a Joan Fuster, Misògins i enamorat, Alzira, 1995.
- 25 articoli su storiografia medievale pubblicati nello Grundriss der Romanischen Literaturen des Mittlealters, XI/2, Heidelberg, 1993.